# Mimosa (estel)

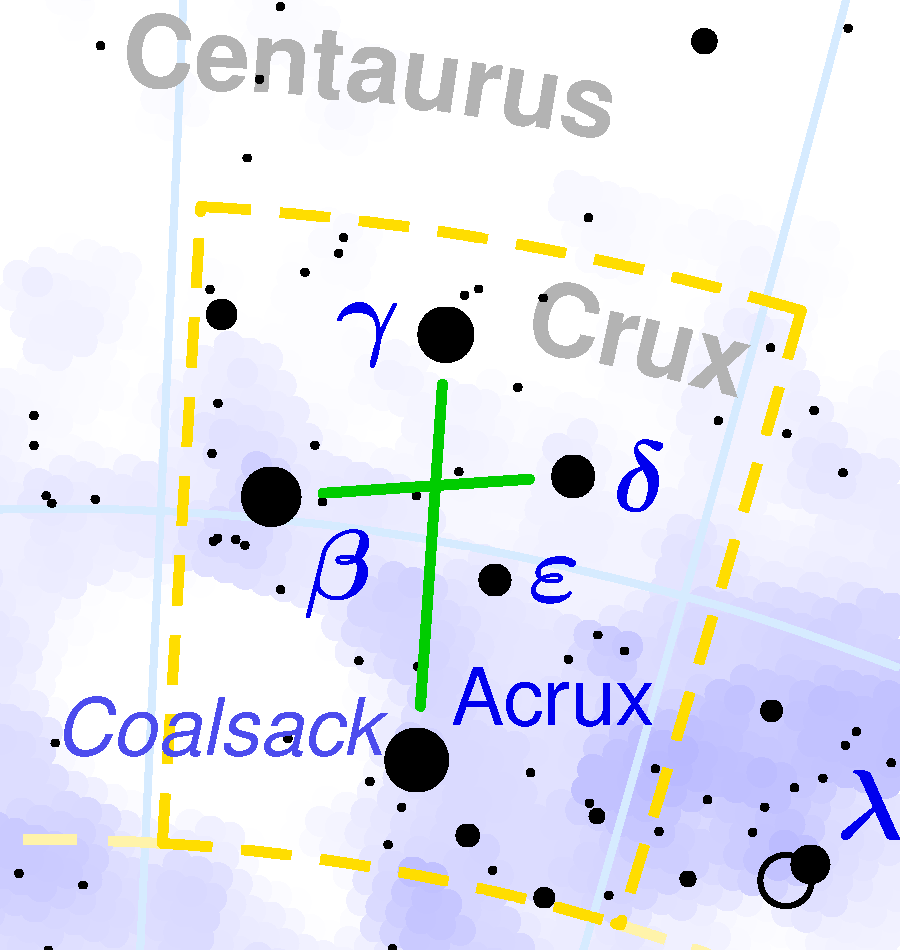
Becrux

Mimosa (Beta de la Creu del Sud / β Crucis) és el segon estel més brillant de la constel·lació de la Creu del Sud (Crux Australis) i la vintena més brillant del cel nocturn. També se l'anomena «Becrux», que no és més que una contracció de la lletra grega Beta i la paraula Crux, mentre que l'origen del nom «Mimosa» pot estar relacionat amb la flor del mateix nom (*).
Becrux és una estrella subgegant de magnitud visual +1,30 de color blau i tipus espectral B0.5IV amb una temperatura propera als 27.000 K. La seva lluminositat, 2000 vegades més gran que la del Sol a l'espectre visible, puja a 19.600 sols quan es considera la radiació emesa a la ultraviolada, que en una estrella tan calent suposa una proporció important.
El seu diàmetre és aproximadament 7 vegades el del Sol, i la seva massa és 14 vegades la solar.
És una estrella jove, amb una edat estimada de 10 milions d'anys, el contingut relatiu de ferro és igual a 3 / 4 parts del trobat en el Sol.
És una estrella variable polsant de tipus Beta Cephei, el brillantor varia entre magnitud +1,23 i +1,33 amb períodes de 4,588, 4,028, 4,386, 6,805 i 8,618 hores.
Situada a 280 anys llum de sistema solar, l'espectre de Becrux revela que és una estrella binària propera els dos components, separades unes 7 unitats astronòmiques, tenen un període orbital de 5 anys.
A més, s'ha descobert una segona companya de massa baixa, no observable a l'espectre visible, però activa en raigs X, és una estrella pre-seqüència principal, és a dir, està encara en procés de formació.
Separada almenys 350 ua del parell interior, empra 1.600 anys o més en completar una òrbita.
Una quarta estrella, visualment a 42 segons d'arc, pot pertànyer al sistema. Si realment forma part d'aquest, seria una nana taronja distant almenys 3.600 ua de la component més brillant.